# بليك جود
بليك جود (بالإنجليزية: Blake Judd)‏ هو مخرج أمريكي، ولد في 13 يونيو 1981.

## وصلات خارجية
- الموقع الرسمي
- بليك جود على موقع IMDb (الإنجليزية)
- بليك جود على موقع كينوبويسك (الروسية)